# Ghiacciaio di Fee

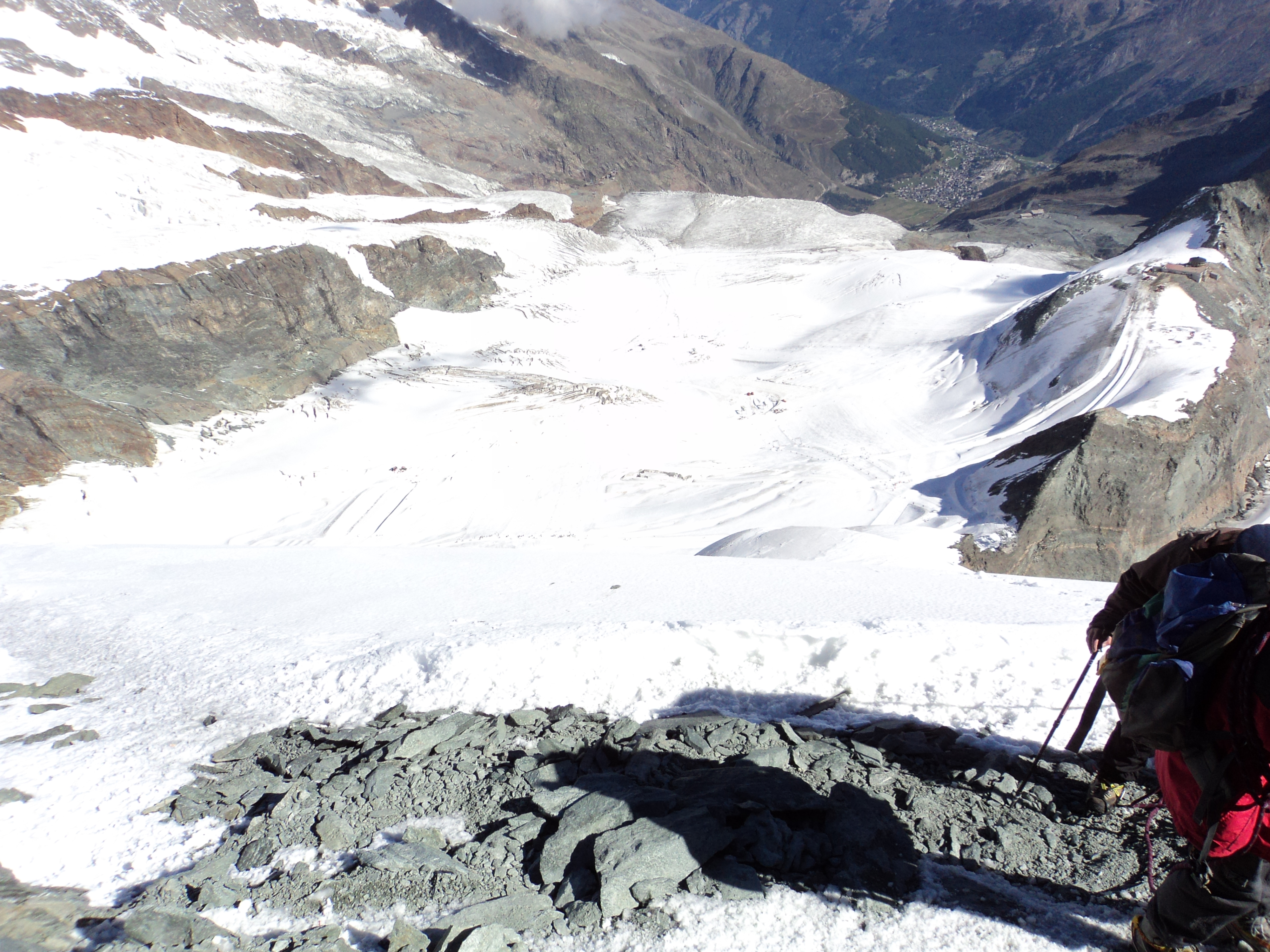
Il ghiacciaio visto dalla vetta dell'Allalinhorn. Sulla destra la stazione di Mittelallalin. In alto della foto il paese di Saas-Fee.

Il ghiacciaio di Fee (in tedesco Feegletscher) è un vasto ghiacciaio alpino situato al di sopra di Saas-Fee sul fianco del massiccio del Mischabel nelle Alpi Pennine, dal quale sgorga la Fee Vispa.

## Caratteristiche
Misura 5 km di lunghezza ed una larghezza massima di 6 km. Copre una superficie di 17 km². Il ghiacciaio si divide in Nord-Feegletscher (anche chiamato Kleiner Feegletscher) ed in Süd-Feegletscher (anche detto Feegletscher).
La parte nord del ghiacciaio prende forma dai monti Lenzspitze, Dom, Täschhorn ed Alphubel. La parte sud scende dalle vette dell'Alphubel e dell'Allalinhorn.

## Variazioni frontali recenti

Evoluzione del ghiacciaio in metri (1881-2002).
In verde, le differenze di lunghezza cumulative. In rosso, le variazioni di lunghezza annuali.

## Turismo
Sul ghiacciaio è possibile praticare lo sci alpino durante l'estate. Una funivia suddivisa in due tronconi parte da Saas-Fee e raggiunge Felskinn (2.989 m). Di qui il Metro Alpin raggiunge la stazione di Mittelallalin da dove è possibile praticare lo sci.